# 豹紋翼甲鯰
豹紋翼甲鯰（学名：Pterygoplichthys pardalis），又名琵琶鼠、清道夫魚、垃圾魚，为輻鰭魚綱鯰形目甲鯰科翼甲鯰屬下的一个种，為熱帶淡水魚，分布於南美洲亞馬遜河中游流域，體長可達49公分，棲息在底層水域，生活習性不明，可作為觀賞魚，已被引入許多國家成為入侵物種，例如菲律賓馬利金納河、台灣、美國。
种加词 pardalis 意为“豹纹的”。